# Ægidius Elling
Pour les articles homonymes, voir Elling.
Jens William Ægidius Elling, né le 26 juillet 1861 à Oslo et mort le 27 mai 1949 dans la même ville, est un inventeur norvégien.
Frère du compositeur Catharinus Elling, il est l'inventeur de la turbine à gaz.